# Abbeyleix
Abbeyleix (irl. Mainistir Laoise) – miasto w hrabstwie Laois w Irlandii położone ok. 14 km na południe od Portlaoise przy drodze N77. Liczba ludności: 1 827 (2011).

## Historia
Abbeyleix zostało założone w XVIII wieku przez 2. wicehrabiego de Vesci (ang. Viscount de Vesci) w pobliżu cysterskiego klasztoru nad rzeką Nore założonego w 1183 roku i działającego do roku 1542 kiedy został zamknięty w czasach reformacji. Do dzisiaj na terenie wsi i w jej pobliżu znajduje się wiele historycznych struktur m.in. dawne budowle i umocnienia obronne, cmentarze, budynki klasztorne, ruiny normańskich i średniowiecznych zamków, kościoły i budynki mieszkalne.
W 1995 roku Abbeyleix zostało wpisane na listę dziedzictwa narodowego Irlandii.
W Abbeyleix znajdowała się fabryka dywanów założona przez 5. wicehrabiego de Vesci w 1904 roku i słynna z wykonania dywanów dla statków Olympic i Titanic. W dawnym budynku fabryki przy Main Street mieści się obecnie kawiarnia Bramleys.

## Transport
Dawniej przez centrum miasta biegła droga krajowa N8 łącząca Cork i Dublin tworząc na głównej ulicy korki a przez miasto przejeżdżało codziennie do 15 000 samochodów. 28 maja 2010 roku otworzono obwodnicę M8, która połączona jest z miastem lokalną drogą R433, podczas gdy droga N77 łączy się z drogą krajową M7 Dublin-Limerick do Kilkenny.
Stacja kolejowa w Abbeyleix otworzona została 1 marca 1865 roku i działała do 1 stycznia 1963, kiedy zamknięto ją ostatecznie dla ruchu kolejowego
Między Cork i Dublinem, z przystankiem w Abbeyleix, kursują także autobusy Bus Éireann i Aircoach łączący bezpośrednio z portem lotniczym Dublin.

## Polityka
Abbeyleix jest częścią obwodu wyborczego Borris-in-Ossory w hrabstwie Laois, który zwyczajowo wspiera partię Fine Gael, zarówno w wyborach lokalnych, jak i parlamentarnych do Dáil Éireann

## Ważniejsze budynki
- Abbeyleix Market House – ufundowany przez 2. wicehrabiego de Vesci w 1836 roku. 2-piętrowy budynek do roku 2005 używany był jako siedziba straży pożarnej i biblioteka. Obecnie po restauracji mieści się w nim galeria sztuki i związana z nią biblioteka.
- Posiadłość de Vesci przy Ballacolla Road z przepięknymi ogrodami (otwarta jeden dzień w roku dla publiczności).
- Centrum dziedzictwa i ogrody przy Main Street (Heritage Centre & the Sensory Gardens).
- The Abbeyleix South National School – XIX-wieczny budynek szkoły.
- Preston House – znajdujący się przy Main Street dawny budynek szkoły.
- Sextons House – znajdujący się przy Ballacolla Road odrestaurowany dom kościelnego Billa Galbraitha, który służył w pobliskim kościele Kościoła Irlandii przez prawie 58 lat do 1981 roku.